# Ponikev
Ponikev je vesnice, část obce Ludmírov v okrese Prostějov. Nachází se asi 2 km na jih od Ludmírova. V roce 2009 zde bylo evidováno 59 adres. V roce 2001 zde trvale žilo 148 obyvatel.
Ponikev je také název katastrálního území o rozloze 3,99 km2.

## Historie
První písemná zmínka o obci pochází z roku 1365.

## Obyvatelstvo

### Struktura
Vývoj počtu obyvatel za celou obec i za jeho jednotlivé části uvádí tabulka níže, ve které se zobrazuje i příslušnost jednotlivých částí k obci či následné odtržení.
| Místní části   | Místní části | 1869 | 1880 | 1890 | 1900 | 1910 | 1921 | 1930 | 1950 | 1961 | 1970 | 1980 | 1991 | 2001 | 2011 |
| -------------- | ------------ | ---- | ---- | ---- | ---- | ---- | ---- | ---- | ---- | ---- | ---- | ---- | ---- | ---- | ---- |
| Počet obyvatel | část Ponikev | 342  | 316  | 321  | 299  | 299  | 284  | 254  | 215  | 216  | 201  | 152  | 160  | 148  | 137  |
| Počet domů     | část Ponikev | 53   | 53   | 54   | 57   | 59   | 57   | 57   | 59   | 56   | 52   | 44   | 53   | 52   | 54   |

## Pamětihodnosti
- Kaplička sv. Libora

## Přírodní poměry
Celé území obce se nachází v přírodním parku Kladecko, jehož součástí je i přírodní rezervace Rudka, která se částečně rozkládá v katastru Ponikve.

## Fotogalerie

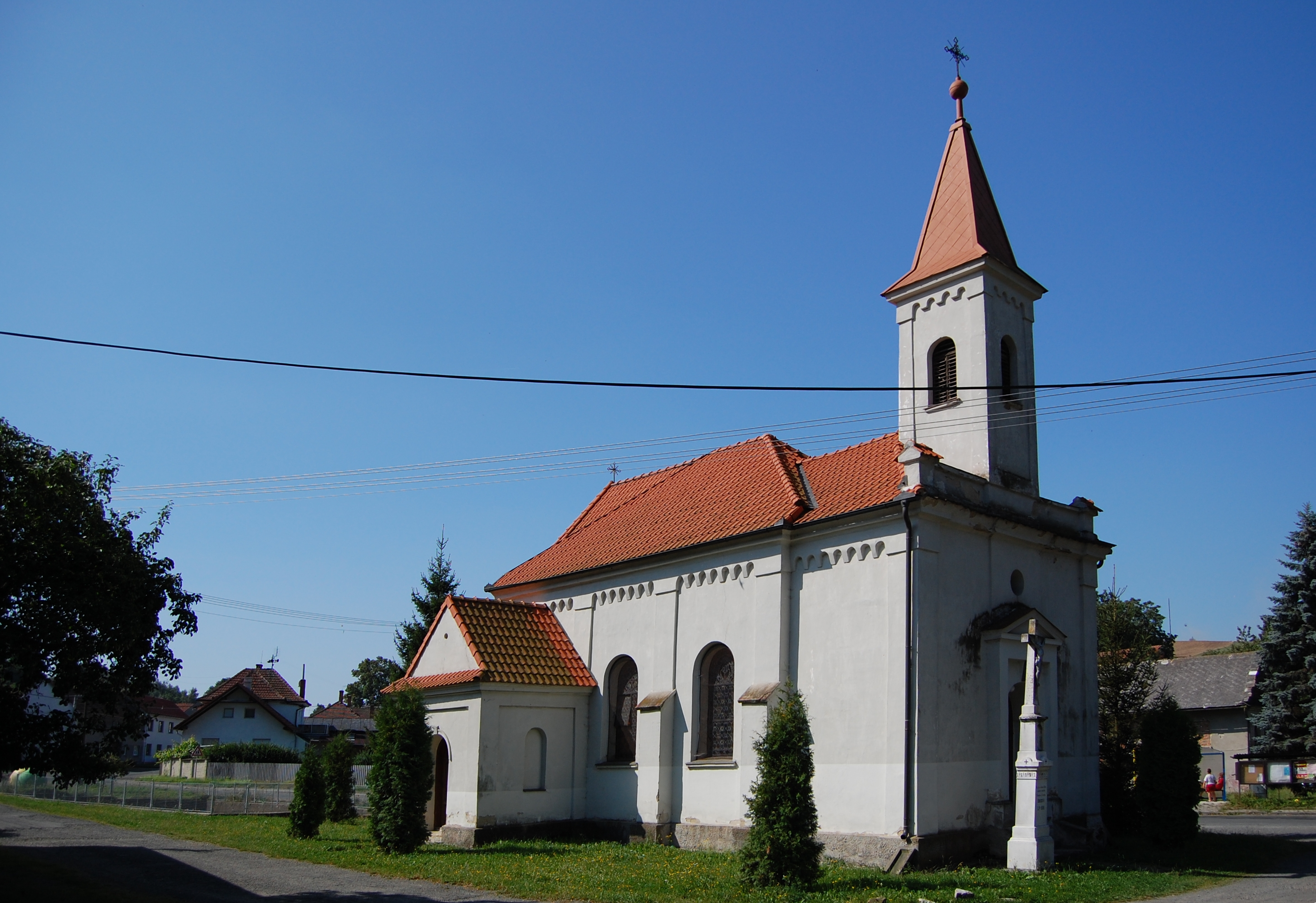
Kaple Růžencové Panny Marie
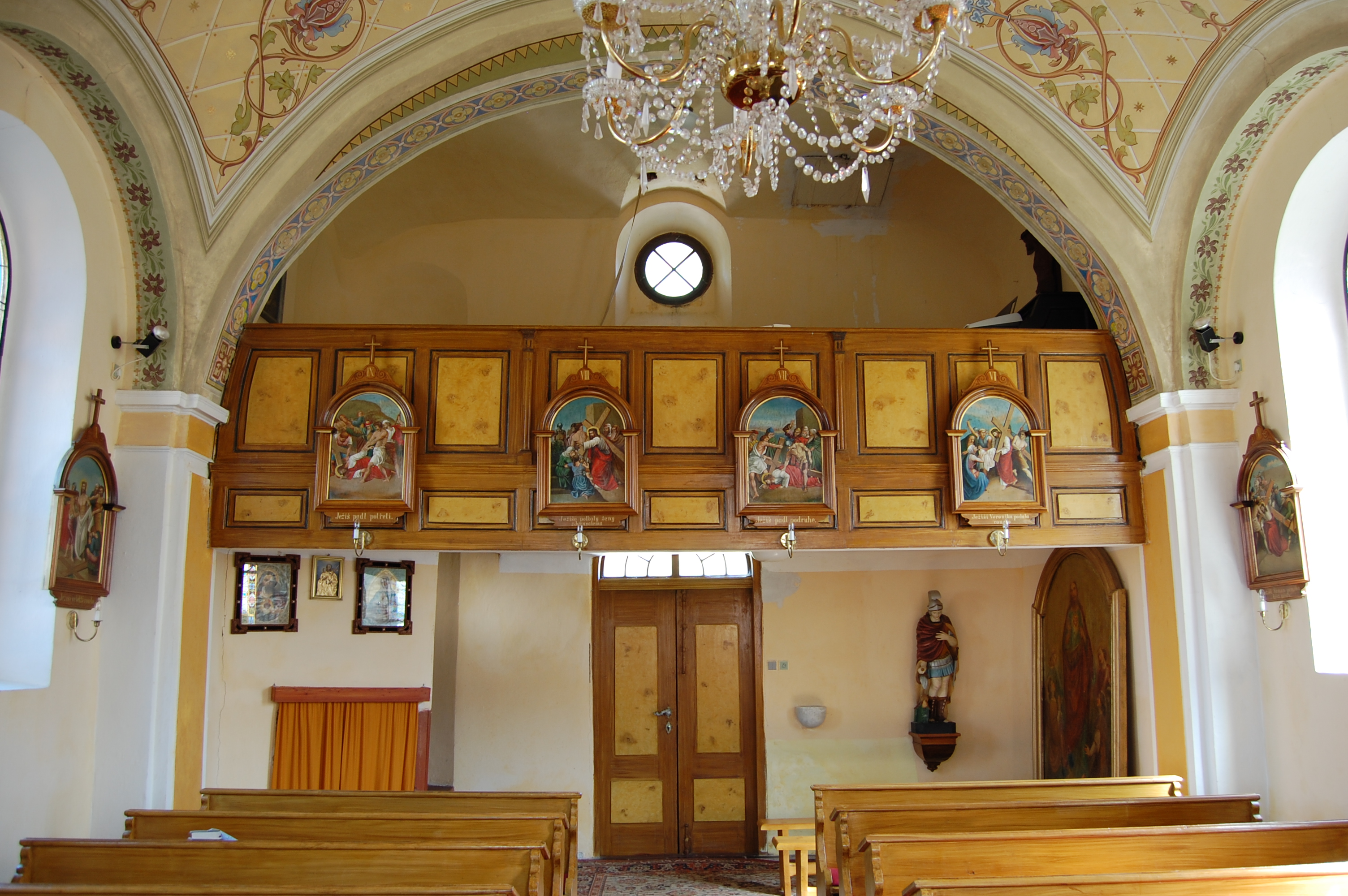
Kaple Růžencové Panny Marie - vchod
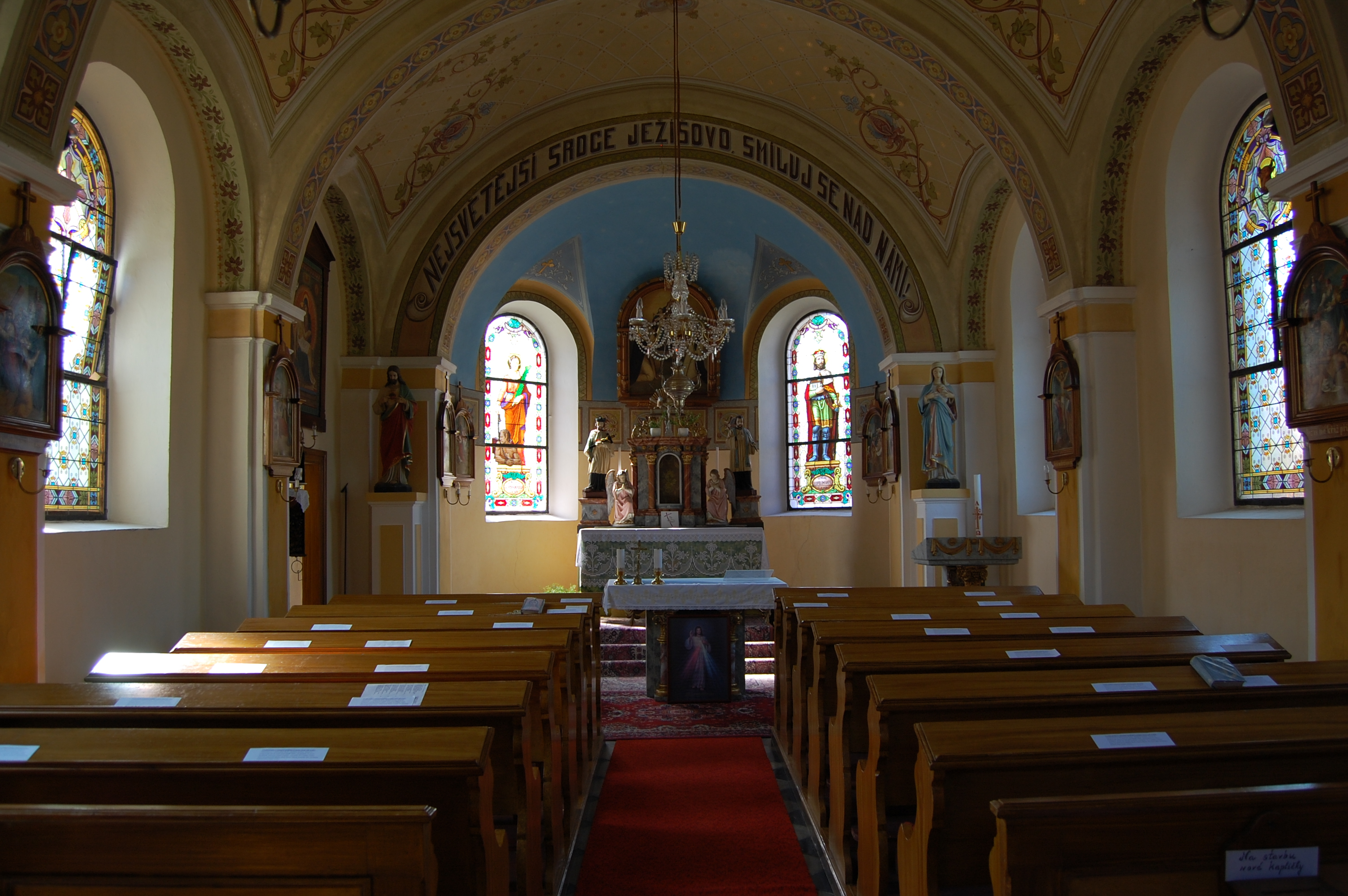
Kaple Růžencové Panny Marie - oltář
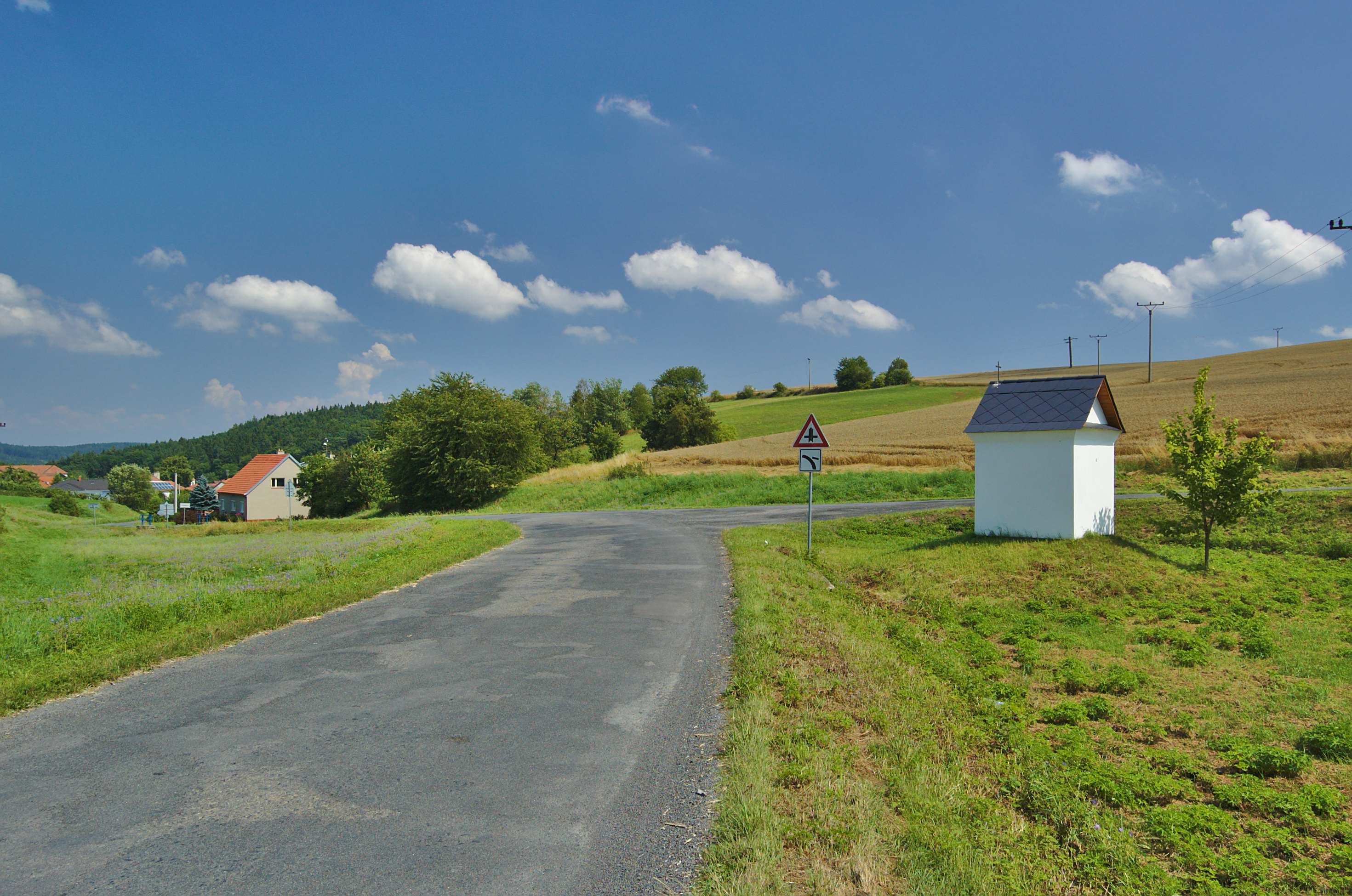
Kaplička svatého Libora u rozcestí na Ladín a Březsko
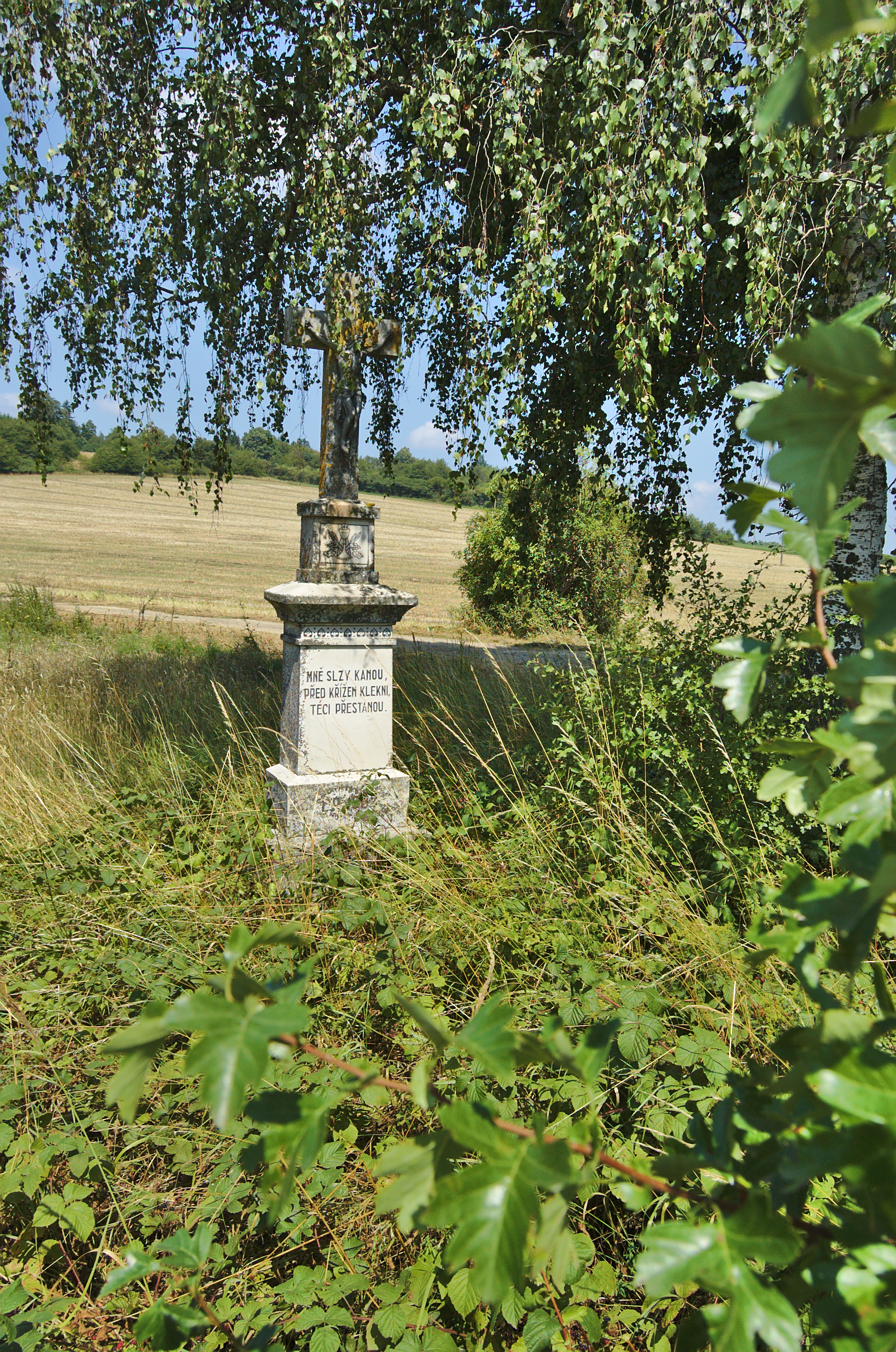
Kříž nad obcí Ladín u křižovatky s Napoleonskou cestou
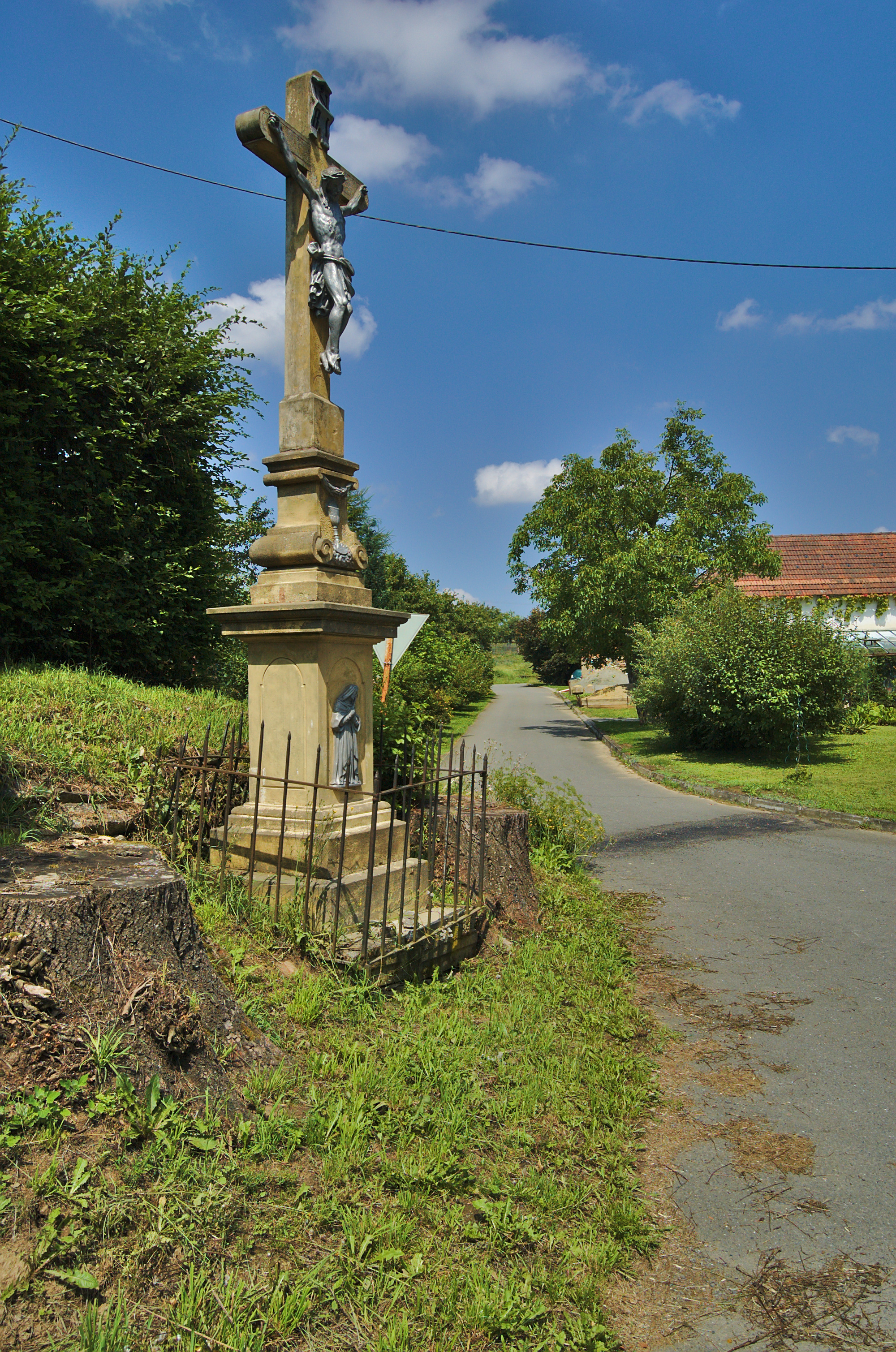
Kříž u silnice
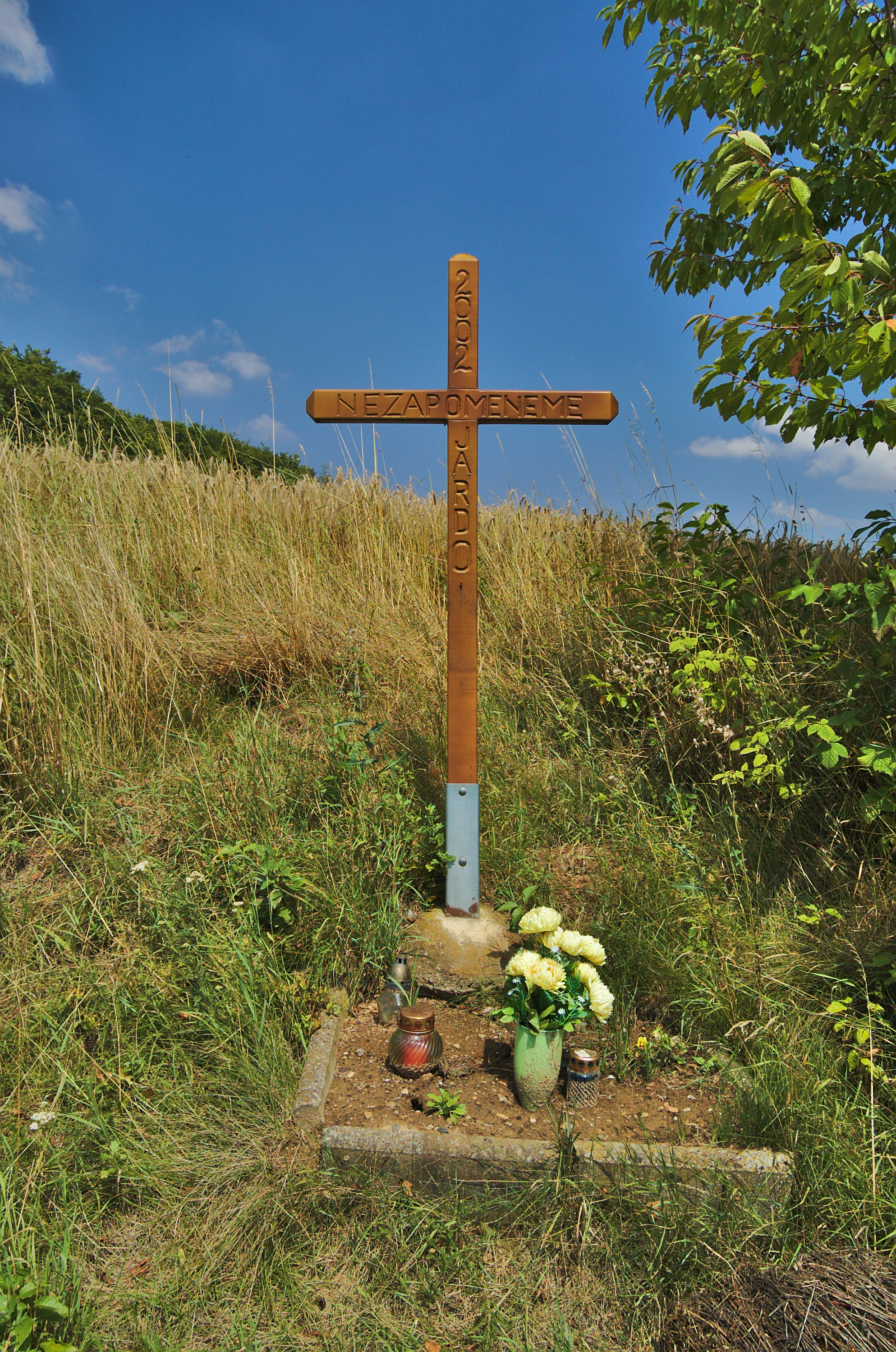
Kříž u cesty na Kladky nad statkem
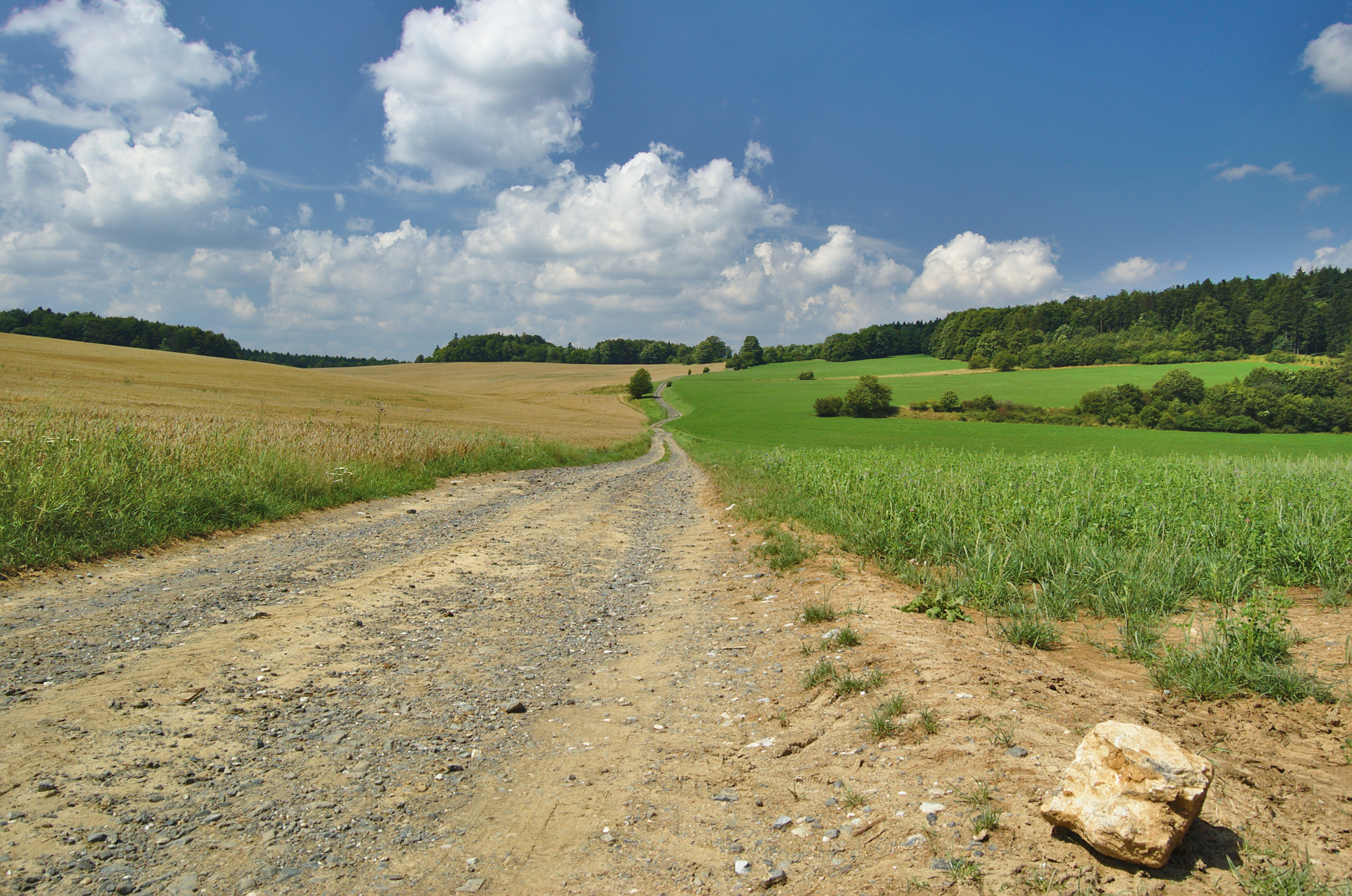
Přírodní park Kladecko
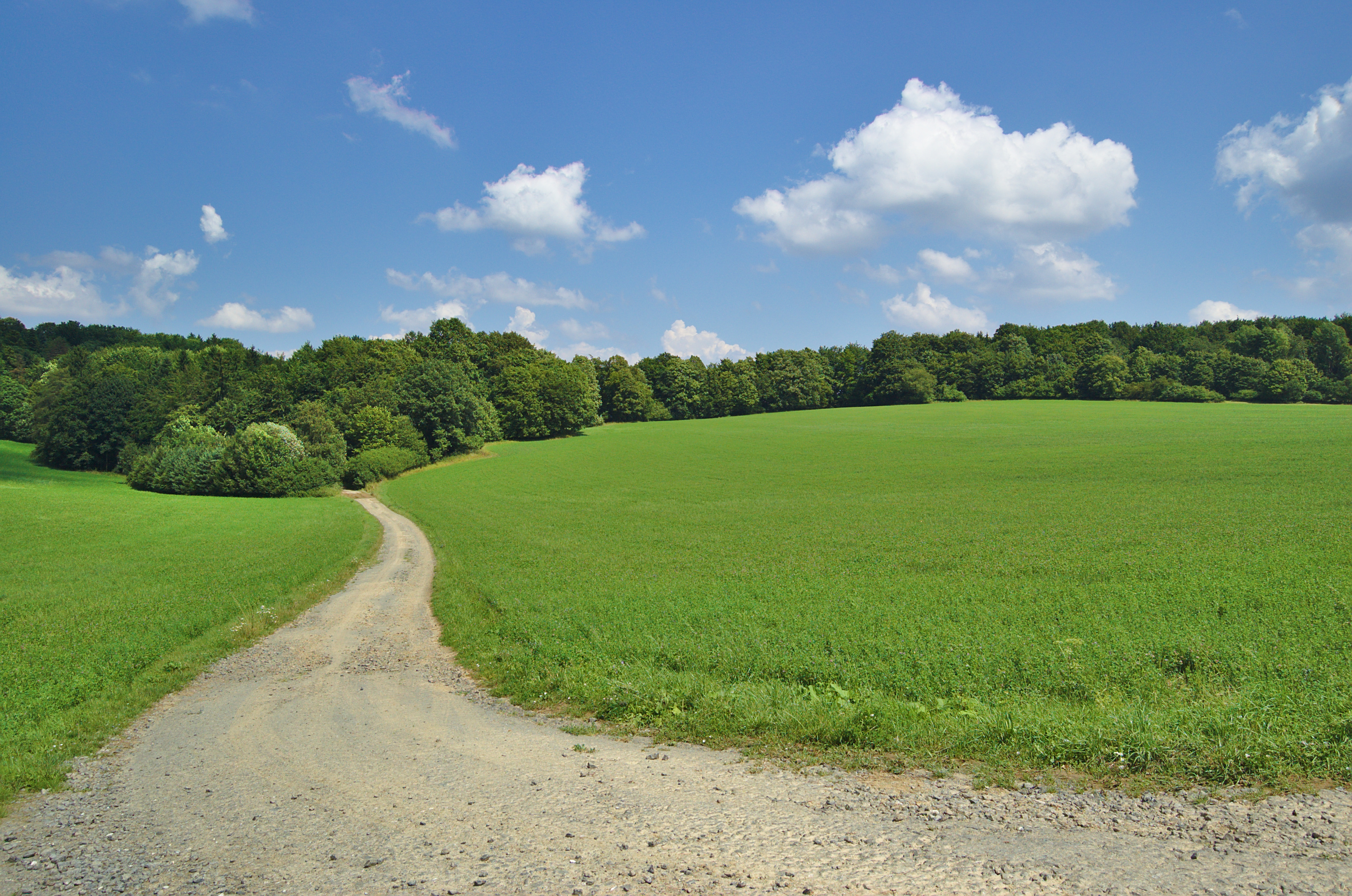
Přírodní rezervace Rudka